# Oberkommando der Marine

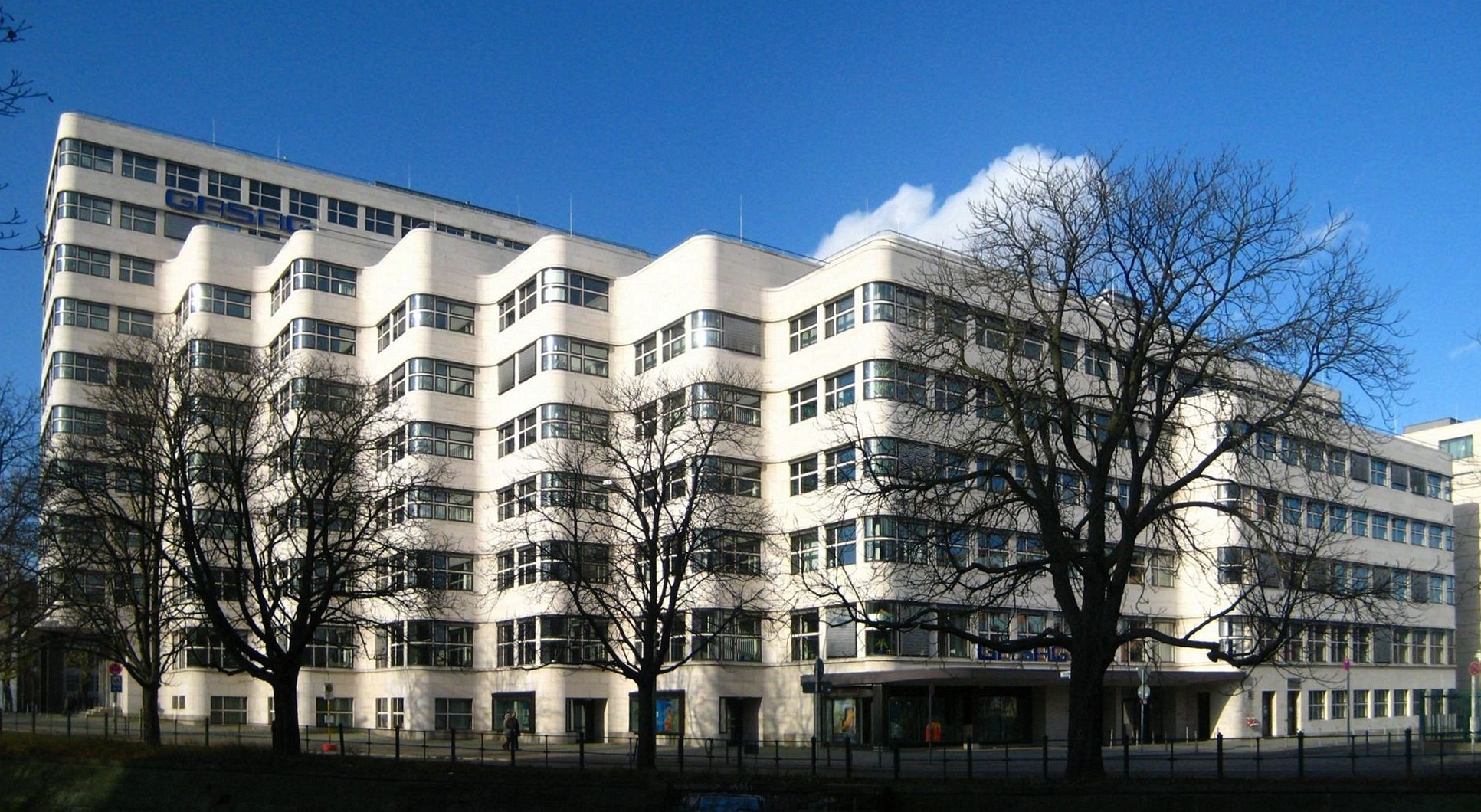
Hoofdkwartier in Berlijn

Het Oberkommando der Marine of OKM voerde het operationele bevel over de Duitse zeemacht (Kriegsmarine) tussen 1935 en 1945.

## Organisatie
- Oberbefehlshaber der Marine (OBdM) - (vrije vertaling: Opperbevelhebber van de Marine), had de verantwoordelijkheid voor de liaison met het OKW, inclusief planning, techniek, engineering, medisch, economisch, onderzoek, propaganda- en personeelsafdelingen.
- Seekriegsleitung (SKL) - (letterlijke vertaling: Zeeoorlogsleiding), werd opgericht op 1 april 1937. Het was oorspronkelijk nauw verbonden met zowel de OBdM als het Marinekommandoamt. De Opperbevelhebber van de Marine was ook de chef van de SKL, en de chef van het Marinekommandoamt verdubbelt als de stafchef van de SKL. Vanaf 23 augustus 1939 werden de kantoren gesplitst, en werd het Marinekommandoamt ondergeschikt gesteld aan de SKL met een eigen chef en staf. Het SKL leidde de planning en uitvoering van oorlogsvoering op zee, en leidde de verdeling van de zeestrijdkrachten, hoewel haar gezag tijdens de oorlog beperkt was tot niet-binnenlandse zeegebieden. In februari 1943, toen Dönitz tot OBdM benoemd werd, verloor het ook de controle over U-boot operaties. Op 1 mei 1944 werd de stafchef van de SKL opnieuw benoemd tot Chef der Seekriegsleitung. Het ambt kreeg vervolgens het commando over vlooteenheden die dienst deden als transportmiddelen, blokkadebrekers, hulpkruisers en bevoorradingsschepen.
- Marinekommandoamt - (vrije vertaling: Marine commando ambt), werd opgericht op 11 januari 1936. Met de oprichting van het OKM, dat sinds 1920 al bestond in de Marineleitung (vrije vertaling: Marineleiding). Het was ondergeschikt aan de Opperbevelhebber van de Marine. Vanaf april 1937 diende het de Chef des Marinekommandoamt ook als stafchef van de SKL. Medio 1939 werden de twee kantoren gesplitst, en kreeg het Marinekommandoamt een nieuwe chef die ondergeschikt was aan de stafchef van de SKL. Vanaf 1942 stond het ambt ook bekend als het Quartiermeisteramt. (vrije vertaling: Kwartiermeestersambt), en vanaf 20 april 1943 werd de chef hernoemd in Admiralquartiermeister. (vrije vertaling: Admiraalkwartiermeester). Op 1 mei 1944 werd het ambt officieel hernoemd in het Quartiermeisteramt  (vrije vertaling: Kwartiermeestersambt). Naast marine operaties had het Marinekommandoamt verantwoordelijkheden op het gebied van bemanning, bevoorrading, inlichtingen, training en kust- en luchtverdediging.
- Marinewaffenamt - (vrije vertaling: Marine wapen ambt), werd geformeerd in 1934. Het werd hernoemd in Marinewaffenhauptamt (vrije vertaling: Marine wapen ambt) in 1939, en in 1944 opnieuw hernoemd in Kriegsmarine-Rüstung. Het hield toezicht op de ontwikkeling, het testen en de productie van allerlei soorten marinewapens, evenals elektronische tegenmaatregelen en radiocommunicatie.
- Allgemeines Marineamt - (vrije vertaling: Algemene marine ambt), werd opgericht in januari 1936. In november 1939 werd hernoemd in het Allgemeine Marinehauptamt (Algemene marine ambt), en opnieuw in 1944 hernoemd tot Kriegsmarine-Wehr, het hield zich voornamelijk bezig met administratieve zaken; het omvatte juridische, medische, economische, bouw- en exportafdelingen.
- Konstruktionsamt - (vrije vertaling: Constructie ambt), werd opgericht in 1936. Het werd hernoemd in het  Amt Kriegsschiffsbau (vrije vertaling: Ambt van Oorlogsscheepsbouw) in 1939, en later datzelfde jaar tot Hauptamt Kriegsschiffsbau (vrije vertaling: Hoofd departement van Oorlogsscheepsbouw), voordat het in 1944 terugkeerde naar de vorige benaming. Zoals de naam al doet vermoeden, hield deze afdeling zich bezig met de bouw van nieuwe schepen voor de marine, het ontwerpen en bouwen van schepen en U-boten, het werken met leveranciers en scheepswerven, en het onderhouden van contacten met het Reichsministerium für Rüstung und Kriegsproduktion  (Rijksministerie van Bewapening en Oorlogsproductie).

## Opperbevelhebbers
De opperbevelhebbers van de marine (Oberbefehlshaber der Marine of OBdM) waren in chronologische volgorde:
| Nr. | Afbeelding | Oberbefehlshaber der Marine                          | Aangetreden     | Einde termijn   | Duur termijn      | Opmerking                                                           |
| --- | ---------- | ---------------------------------------------------- | --------------- | --------------- | ----------------- | ------------------------------------------------------------------- |
| 1   |            | Großadmiral Erich Raeder (1876-1960)                 | 1 juni 1935     | 30 januari 1943 | 7 jaar, 243 dagen | Daarvoor al opperbevelhebber van de Reichsmarine vanaf oktober 1928 |
| 2   |            | Großadmiral Karl Dönitz (1891-1980)                  | 30 januari 1943 | 1 mei 1945      | 2 jaar, 91 dagen  |                                                                     |
| 3   |            | Generaladmiral Hans-Georg von Friedeburg (1895-1945) | 1 mei 1945      | 23 mei 1945     | 22 dagen          | Pleegde op 23 mei 1945 zelfmoord.                                   |
| 4   |            | Generaladmiral Walter Warzecha (1891-1956)           | 23 mei 1945     | 22 juni 1945    | 30 dagen          |                                                                     |

## Stafchefs van het Oberkommando der Marine[1]
| Nr. | Afbeelding | Stafchefs van het Oberkommando der Marine       | Aangetreden      | Einde termijn     | Duur termijn | Opmerking |
| --- | ---------- | ----------------------------------------------- | ---------------- | ----------------- | ------------ | --------- |
| 1   |            | Konteradmiral Hermann Densch (1887-1963)        | 11 januari 1936  | 30 september 1936 |              |           |
| 2   |            | Konteradmiral Hermann Mootz (1889-1962)         | 1 oktober 1936   | 4 januari 1939    |              |           |
| 3   |            | Konteradmiral Erich Schulte Mönting (1897-1976) | 5 januari 1939   | 19 februari 1944  |              |           |
| 4   |            | Kapitän zur See Hans von Davidson (1904-2002)   | 20 februari 1944 | 30 april 1945     |              |           |
| 5   |            | Kapitän zur See Heinrich Gerlach (1906-1988)    | 1 mei 1945       | 23 mei 1945       |              |           |